# Považská Bystrica
Považská Bystrica es la capital del distrito de Považská Bystrica en la región de Trenčín, Eslovaquia, con una población estimada a final del año 2024 de 36 961 habitantes.
Se encuentra ubicada al norte de la región, cerca del río Váh (cuenca hidrográfica del Danubio) y de la frontera con República Checa y con la región de Žilina.

## Demografía
| Año        | 1994   | 2004    | 2014    | 2024    |
| ---------- | ------ | ------- | ------- | ------- |
| Población  | 42 737 | 42 320  | 40 569  | 36 961  |
| Diferencia |        | −0,97 % | −4,13 % | −8,89 % |

| Año        | 2023   | 2024    |
| ---------- | ------ | ------- |
| Población  | 37 261 | 36 961  |
| Diferencia |        | −0,80 % |